# Eumorpha translineatus
Eumorpha translineatus là một loài bướm đêm thuộc họ Sphingidae. Loài này có ở Brasil và Bolivia.
Ấu trùng có thể ăn Vitaceae species.

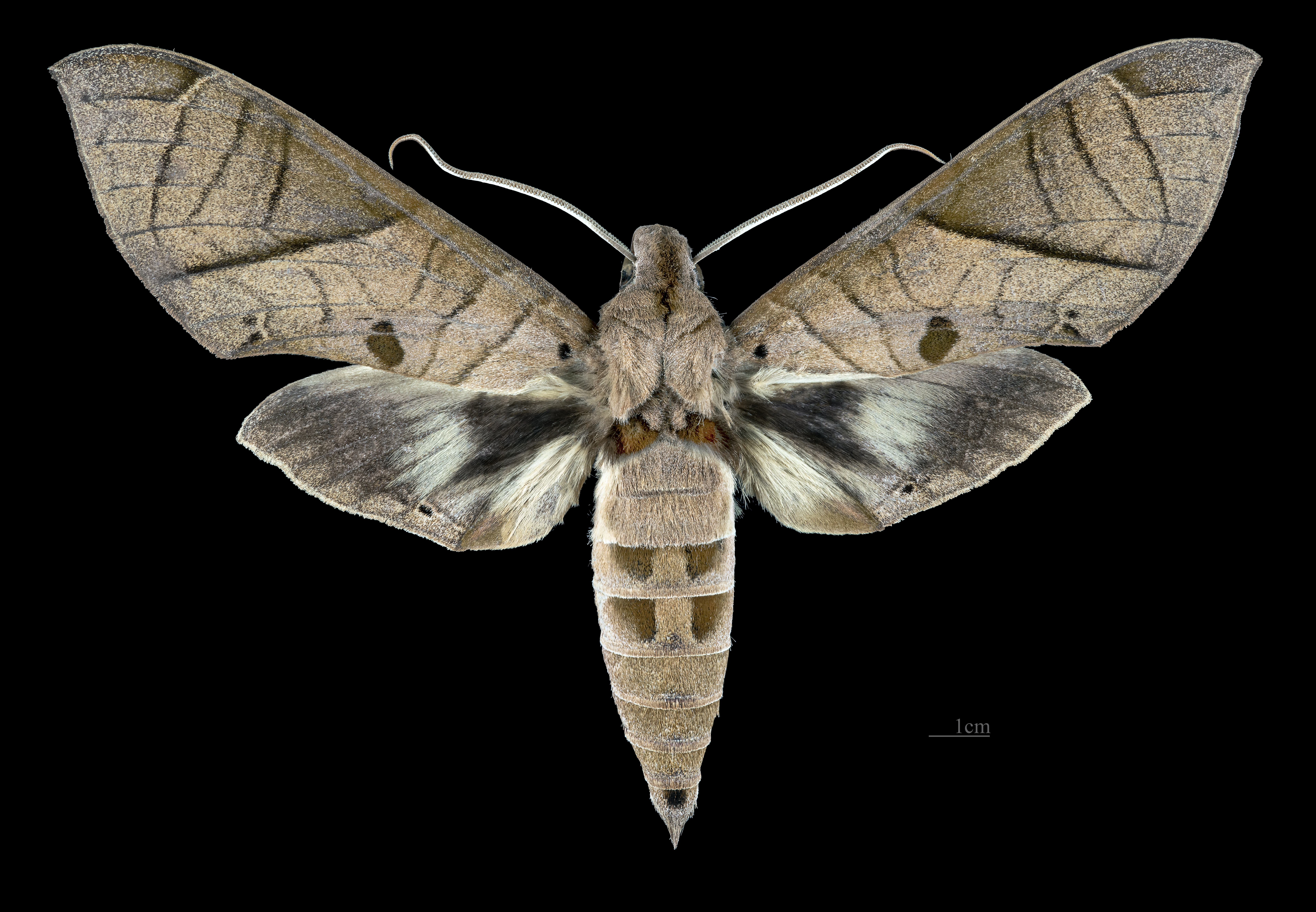
Eumorpha translineatus ♂
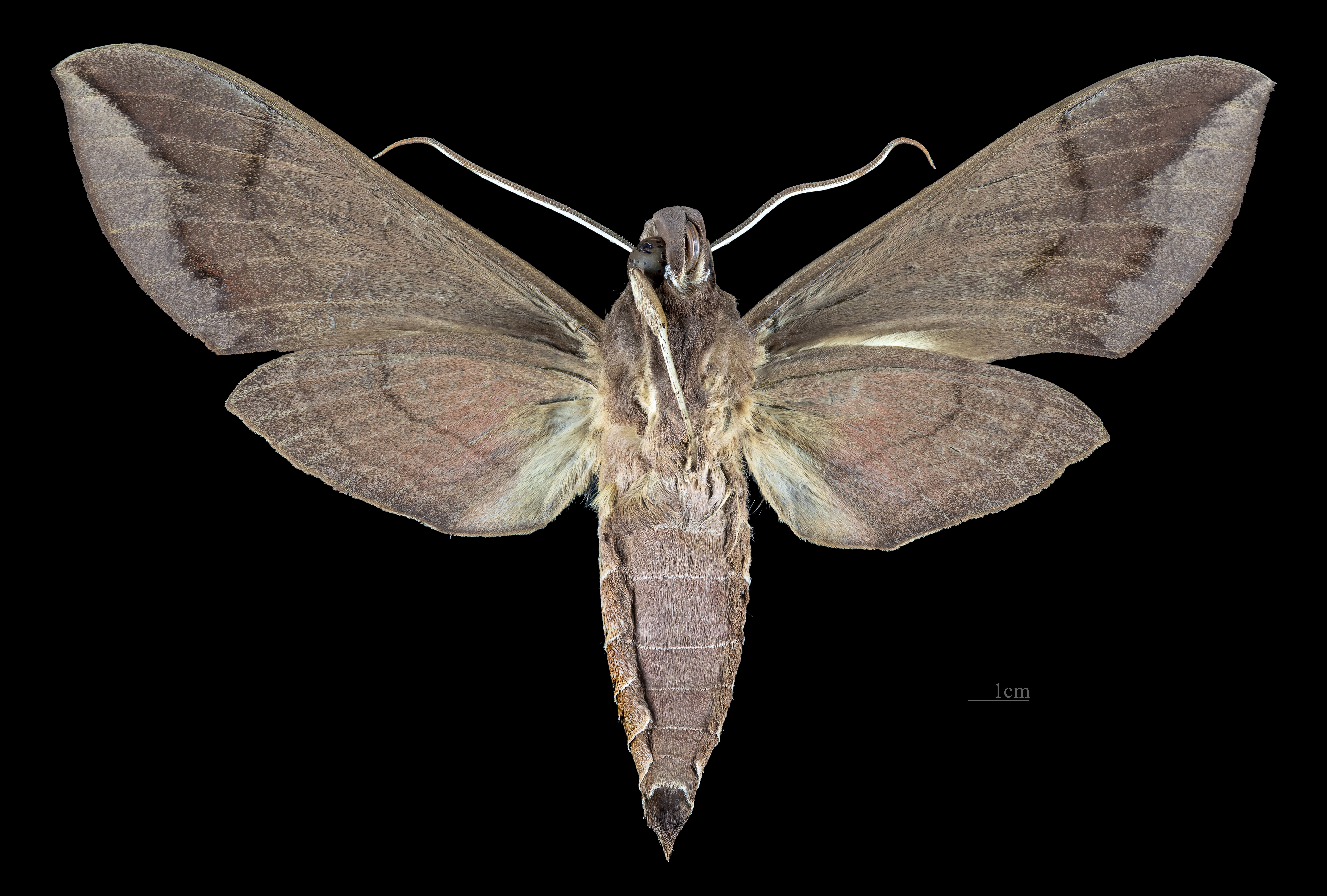
Eumorpha translineatus ♂ △